# Tmesisternus froggatti
Tmesisternus froggatti es una especie de escarabajo del género Tmesisternus, familia Cerambycidae. Fue descrita científicamente por MacLeay en 1886.
Habita en Papúa Nueva Guinea. Esta especie mide 16-18 mm.